# Касама
Каса́ма (яп. 笠間市 Касама-си) — город в Японии, находящийся в префектуре Ибараки. Площадь города составляет 240,27 км², население — 77 351 человек (1 августа 2014), плотность населения — 321,93 чел./км².

## Географическое положение
Город расположен на острове Хонсю в префектуре Ибараки региона Канто. С ним граничат города Мито, Исиока, Сакурагава, Омитама и посёлки Ибараки, Сиросато, Мотеги.

## Население
Население города составляет 77 351 человек (1 августа 2014), а плотность — 321,93 чел./км². Изменение численности населения с 1980 по 2005 годы:
| 1980 | 73 070 чел. |  |
| 1985 | 75 963 чел. |  |
| 1990 | 77 782 чел. |  |
| 1995 | 80 903 чел. |  |
| 2000 | 82 358 чел. |  |
| 2005 | 81 497 чел. |  |

## Символика
Деревом города считается дуб зубчатый, цветком — хризантема, а птицей — Zosterops japonicus.